# 绿舟蛾属
绿舟蛾属为舟蛾科的一个属，分布於喜馬拉雅鄰近山區、中國西南部至中南半島北部一帶。本屬前翅呈翠綠色，翅緣光滑，前緣平直，外緣呈半圓弧，兩道翅緣相接出銳利的頂角，中室（discal cell）至少存在一個深色斑點，為最顯著的辨識特徵。

## 物种
- Cyphanta canachlora Schintlmeister, 2008
- 褐斑绿舟蛾 Cyphanta chortochlora Hampson, 1892
- Cyphanta minwangi Kobayashi & Kishida, 2011
- 褐带绿舟蛾 Cyphanta xanthochlora Walker, 1865